# Vard Mamikonian
Vard Mamikonian (en arménien Վարդ Մամիկոնյան ; né vers 450, mort en 508, 510/511 ou 514) est marzpan (« gouverneur »)  de l’Arménie pour le Grand-Roi sassanide pendant quatre ans, vers 505/510 et 509/514.

## Biographie
Vard Mamikonian est le troisième fils de Hmayeak Mamikonian et de Dzoyk, une fille de Vram ou Vasak Arçrouni et le frère cadet de Vahan Ier Mamikonian. Il est otage des Perses durant sa jeunesse. Son frère Vahan le fait sparapet (« généralissime ») lorsqu'il devient lui-même marzpan en 485.
Après la mort de leur frère puiné Vasak en 487, il succède à son frère aîné Vahan Mamikonian comme marzpan d’Arménie vers 505 ou 510. Il porte également le titre byzantin de « Patrice » selon les historiens Sébéos (VIIe siècle) et Stépanos Taronetsi (Xe siècle) ; cependant, ni l'historien contemporain Lazare de Pharbe ni le Livre des lettres ne mentionnent ce titre, de telle sorte qu'il s'agit probablement d'une erreur d'interprétation des deux historiens postérieurs. Vard aurait été relevé de ses fonctions quatre ans plus tard et déporté en Perse par ordre du « Grand-Roi » sassanide qui le soupçonne, peut-être à la suite de calomnies de nakharark, d’entretenir des relations avec l’Empire byzantin.
Vard est remplacé par un marzpan perse, ce qui met fin à l’éphémère autonomie arménienne en place depuis 25 ans. Le roi Kavadh Ier, soucieux de maintenir la paix, maintient toutefois la liberté religieuse en Arménie.

## Postérité
Vard Mamikonian a deux fils certains :
- Vasak, lui-même père de Manuel II Mamikonian, sparapet, exécuté par le marzpan iranien Souren en 572, et de Vardan Mamikonian, sparapet en titre après son frère, qui se réfugie à Byzance après avoir tué le marzpan pour venger son frère Manuel ;
- Hmayek, père de Moušeł II, ancêtre des Mamikonians postérieurs.

S'y ajoutent deux autres fils hypothétiques, Hamazasp mag. mil. Arm. en 536, et Artavazd IV,.